# پرچم شطرنجی
پرچم شطرنجی (به انگلیسی: Checkered Flag) یک فیلم تلویزیونی به کارگردانی جان گلن و مایکل لوین محصول سال ۱۹۹۰ است.

## بازیگران
- بیلی کمپل در نقش تامی ترهارن
- رب استز در نقش مایک راردون
- آماندا ویس در نقش کریس
- رابرت فورستر در نقش جک پنبه
- پرنل رابرتز در نقش اندرو والیانت[۲]